# واترلو، شهرستان جانسون، ایندیانا
واترلو (به انگلیسی: Waterloo) یک منطقهٔ مسکونی در ایالات متحده آمریکا است که در شهرستان جانسون، ایندیانا واقع شده‌است. واترلو ۲۴۵٫۰۶ متر بالاتر از سطح دریا واقع شده‌است.